# بيلي سميث
بيلي سميث (بالإنجليزية: Billy Smith)‏ (1 أبريل 1882 ويست بروميتش المملكة المتحدة - ) هو لاعب كرة قدم بريطاني يلعب كمهاجم.